# تنگه تایوان

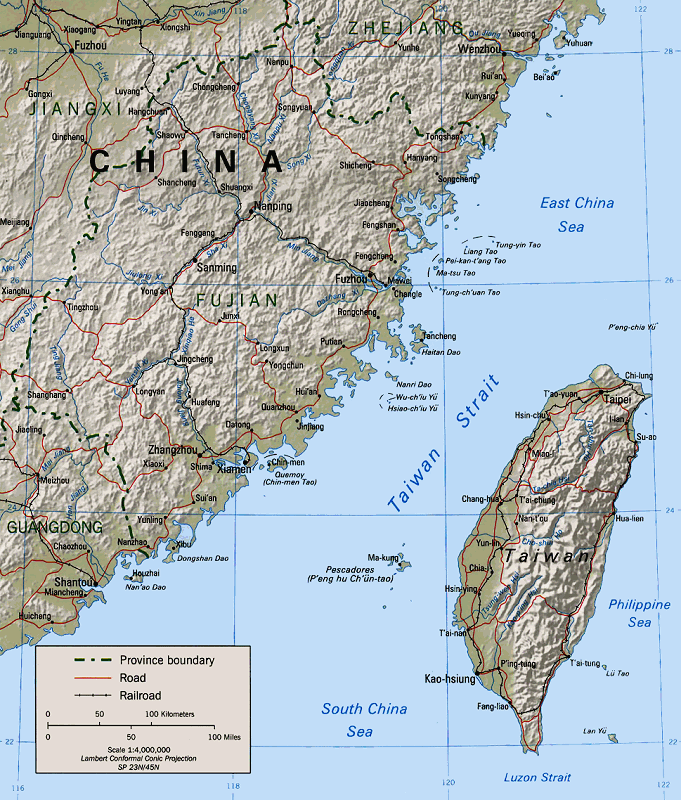
موقعیت تنگهٔ تایوان بر روی نقشه

تنگهٔ تایوان (به چینی سنتی:台灣海峽، به چینی ساده: 台湾海峡، پین‌یین: Táiwān hǎixiá، وید جایلز: T’ai-wan Hai-hsia) یا تنگهٔ فُرمُز بخشی از آب‌های اقیانوس آرام واقع در بین استان فوجیان در چین و جزیرهٔ تایوان (فُرمُز) است که دریای چین شرقی و دریای جنوبی چین را به یکدیگر متصل می‌سازد.
عرض این تنگه در باریکترین قسمت آن ۱۶۰ کیلومتر است و ژرفایی پیرامون ۷۰ متر دارد. جزایر پسکادور در این تنگه واقع شده‌اند و تحت کنترل تایوان قرار دارند. از مهمترین بنادر واقع در این آبراه می‌توان به بندر آموی در چین و کائو سیونگ در تایوان اشاره نمود. همچنین این ناحیه در یک منطقهٔ گردبادخیز قرار گرفته است.
تنگهٔ تایوان به نام تنگهٔ فُرمُز به‌معنای «زیبا» نیز شهره است و این نامی است که دریانوردان پرتغالی در سدهٔ شانزدهم بر آن نهادند. این تنگه هرچند امروزه نیز در غرب هنوز به نام اروپایی آن شناخته می‌شود اما چینی‌ها و بیشتر غربی‌ها عنوان تنگهٔ تایوان را برای نامیدن آن به‌کار می‌برند.